# Deutsches Stickstoff-Syndikat
Das Deutsche Stickstoff-Syndikat (Abkürzung DSS) war ein am 8. Mai 1919 gegründetes Kartell der größten deutschen Produzenten von Stickstoffdüngern und technischen Düngern, zunächst unter der Führung der BASF, später der I.G. Farben, und existierte bis 1945. Es bildete die Drehscheibe und Clearingstelle für den weltweiten Handel von Stickstoffdüngern und führte das Internationale Stickstoffkartell mit dem Namen „Convention de l’Industrie de l’Azote“ (CIA). 1926 machte die Produktion von Stickstoffdüngern 43 % des Umsatzes und 65 % der Gewinne der IG Farben aus.

## Geschichte

Deutsche Ammoniakproduktion in den Jahren von 1913 bis 1945 in Kilotonnen fixierter Stickstoff

Im Ersten Weltkrieg wurden zur Munitionserzeugung große Anlagen zur Erzeugung von Ammoniak nach dem Haber-Bosch-Verfahren aufgebaut, parallel aber auch große Kapazitäten zur Produktion von Stickstoffdünger, beispielsweise Cyanamid. Während des Krieges investierten das Reich und die chemische Industrie mit jeweils hälftiger Beteiligung rund 1,1 Milliarden Reichsmark in die Stickstoffproduktion. In diesem Zusammenhang entstanden unter anderem die Leunawerke und die staatseigenen Reichsstickstoffwerke.
Anlass zur Bildung der Gesellschaft, unter dem Namen Stickstoff-Syndikat G. m. b. H, waren aber nicht Überkapazitäten, sondern im Gegenteil die stark eingebrochene Produktion angesichts der Wirtschaftskrise während des Kriegsendes, der damit verbundene Nahrungsmittelmangel und die Notwendigkeit, die landwirtschaftliche Produktion zu steigern. Dazu sollte der verfügbare Kunstdünger sinnvoll verteilt und die Produktion organisiert werden. Zudem war die Politik nicht bereit, die im Krieg sehr enge Kontrolle über Produktion und Preise wieder vollständig dem Markt zu überlassen, zumal das Reich selbst als Eigentümer der Anlagen des Reichssticktoffwerks selbst eng mit der Produktion verflochten war. In der politischen Debatte wurde auch eine komplette Verstaatlichung der Stickstoffherstellung erwogen, wogegen sich die Industrie massiv wehrte. Zugleich warnten Landwirtschaftsfunktionäre vor einer Freigabe und damit einem Anstieg der Düngemittelpreise. Aufgrund des massiven politischen Drucks erklärten sich die Unternehmen zur Bildung des Syndikats bereit.
Neben der BASF waren die Ammoniak-Verkaufs-Vereinigung (DAVV) als wichtigster Anbieter des Kokerei-Nebenprodukts Ammoniumsulfat und die Bayerischen Kalkstickstoffwerke, die unter anderem die Reichsstickstoffwerke betrieben, wichtige Gründungsmitglieder. Mit Sitzen im Aufsichtsrat hatten zunächst auch Reichsregierung, Gewerkschaften und Landwirtschaftsvertreter einen Einfluss.
Das Syndikat setzte die Preise für Kunstdünger fest und versuchte zumindest anfangs auch einen Kostenausgleich auf der Produzentenweite herzustellen. Die zuständige Kostenausgleichsstelle wurde bereits im Dezember 1921 wieder aufgelöst. Der Verbraucherpreis wurden unabhängig von den Transportkosten festgelegt. Dies baute Marktnachteile für die östliche Landwirtschaft ab, die weit von den Werken der Stickstoffindustrie im Westen und in Mitteldeutschland entfernt lagen. Die stabilen und öffentlich transparenten Preise ermöglichten der Landwirtschaft ihre Investitions- und Anbaupläne sicherer zu kalkulieren. Zudem wurde durch zentrale Versanddisposition ein deutlicher Rationalisierungseffekt bei den Versandkosten erzielt.
In einer Rede „Die Lage der deutschen Landwirtschaft und ihr Verhältnis zur Industrie“ vor dem Industrie-Club zu Düsseldorf am 7. März 1925 führte Carl Duisberg aus:

„Meine sehr verehrten Herren! Nun müssen Sie bedenken, daß die chemische Industrie Deutschlands, die diese synthetischen Stickstoffdüngemittel herstellt, und die Kokereien, die das schwefelsaure Ammoniak gewinnen, ihre Produkte erheblich - etwa 30% - unter den Weltmarktpreisen an die Landwirtschaft abliefern. Das geschieht im wesentlichen deshalb, um durch billigen Preis die Produktion zu heben und mit der größeren Produktion wiederum eine Verminderung der Einstandspreise herbeizuführen.“

Auch das Vertriebsnetz steuerte das Syndikat zentral. So wurde die im Krieg als planwirtschaftliche Verteilorganisationen genutzte Bezugsvereinigung der deutschen Landwirte mit dem Vertrieb von 50 % der Produktion betraut, die ähnlich gelagerte Deutsche Landwirtschaftliche Handelsbank mit 10 %, die Vertriebsnetze von BASF und DAVV mit zusammen 30 % und die Produzenten von Mischdüngern mit 10 %.
1920 machten sich die Folgen der im Krieg aufgebauten Überkapazitäten bemerkbar: Das DSS konnte seine Jahresproduktion nicht vollständig am Markt absetzen. Als 1922 angesichts nachlassender gesamtwirtschaftlicher Störungen viele Werke ihre volle Produktionsleistung erreichten und auch alle im Krieg geplanten Produktionslinien verwirklicht wurden, verstärkte sich dieser Effekt, obwohl die Landwirtschaft im Düngejahr 1921/22 rund 300.000 t reinen Stickstoff abnahm. Zudem zeigten sich die negativen Folgen reiner Stickstoffdüngung in Form von Bodenversauerung und angesichts von verfügbaren Alternativen brach die Nachfrage nach dem gesundheitsschädlichen Cyanamid ein. Das DSS reagierte mit Marketingkampagnen, um Landwirte zum verstärkten Einsatz von Kunstdünger zu bewegen, und dem Angebot von Kalkammonsalpeter, der keine Versauerung auslöst. Zudem wurde die Vermarktung verbessert, etwa durch Informationszentren in verschiedenen Landesteilen. Bis 1928 entstanden 19 dieser Einrichtungen. Weitere Neuerungen waren Finanzierungsangebote für Landwirte, die die Bezahlung des Kunstdüngers nach der Ernte ermöglichten, das Angebot kleinere Gebinde statt der zuvor üblichen ganzen Eisenbahnwaggons oder der Lieferung von Schutzausrüstung zusammen mit dem gesundheitsschädlichen Cyanamiddünger.
Als 1923 wieder der Import von Chilesalpeter einsetzte, gewann das Naturprodukt nur einen kleinen Teil seines Vorkriegsmarkts zurück. Sogar das eigentlich wenig beliebte Cyanamid war mit einem Verbrauch von gut 52.000 t im Düngejahr 1924/25 deutlich gefragter. Der einheimische Kunstdünger blieb dominierend. Innerhalb das DSS gewann die BASF beziehungsweise von 1925 an I.G. Farben parallel mit ihrem steigenden Produktionsanteil auch institutionellen Einfluss. Der staatliche Einfluss schwand hingegen. Die BASF besaß von den 33 Stimmen im Verwaltungsrat 20 Stimmen, die Reichsregierung dagegen nur 3. Die deutsche Schwerindustrie, die Stickstoffverbindungen, wie Ammoniak, als Nebenprodukt erzeugte, trat 1930 dem DSS bei.
Im Düngejahr 1925/26 stellte I.G Farben gut 73 % des Stickstoffs im Syndikat her.

## Internationales Stickstoffkartell
1927 gewann das DSS mit einer Beteiligung von 25 % die Kontrolle über die norwegische Norsk Hydro, die im Gegenzug das Haber-Bosch-Verfahren nutzen durfte. In einem Kartellvertrag mit den britischen Imperial Chemical Industries (ICI) mit Gültigkeit vom 1. Juli 1929 mit zehnjähriger Laufzeit teilte es sich den Weltmarkt im Verhältnis 80,5 % zu 19,5 % zu Gunsten des DSS auf. Damit entstand die DEN-Gruppe (Deutsch-Englisch-Norwegische).
Am 1. Juli 1930 trat das internationale Stickstoffkartell CIA für ein Jahr in Kraft und umfasste neben der DEN-Gruppe die Länder Frankreich, Belgien, Niederlande, Polen und die Tschechoslowakei. Am 1. Juli 1932 wurde es erneuert. Präsident des Kartells wurde das Vorstandsmitglied der IG Farben Hermann Schmitz. Die DEN-Gruppe erhielt 75,9 % des Exportanteils. Die CIA zahlte, um die Preise im Kartell hoch zu halten, bei einem Marktpreis von 40 Pfennigen außergewöhnlich hohe 15 Goldpfennig je Kilogramm für nicht produziertes Ammoniumsulfat.
In der Weltwirtschaftskrise begann ab August 1931 ein allgemeiner Preiskampf, der den Weltmarktpreis um die Hälfte senkte. Die CIA zerbrach. In diesem Preiskampf arbeiteten das DSS und das Auswärtige Amt zusammen. Überall in der Welt führten die Regierungen Schutzzölle zum Schutz ihrer Stickstoffindustrie ein oder riegelten ihren Markt mit anderen Mitteln ab. Der Preiskampf und die Schrumpfung des Marktes durch die Weltwirtschaftskrise führten zu einem Zusammenbruch der chilenischen Salpeterindustrie. In Chile machte der Exportzoll für Salpeter 60 % der Staatseinnahmen aus. Dieser Zusammenbruch führte dort zu einer sozialen und gesellschaftlichen Krise, die fünf gewaltsame Regierungswechsel zur Folge hatte. Die DEN-Gruppe ging als Sieger des Preiskampfes hervor, sie konnte ihre Position im internationalen Stickstoffkartell weiter stärken.
1931 hielt der spätere Reichsstickstoffkommissar Julius Bueb einen Vortrag vor dem Aufsichtsrat des DSS, in dem er ein „internationales wirtschaftliches Vorgehen“ „aller kapitalistisch orientierten Staaten“ gegen das Preisdumping der Sowjetunion bei einer Reihe von Rohstoffen forderte.
Das DSS und die ICI versuchten, in der ganzen Welt den Bau von Stickstoffdüngerwerken zu behindern, u. a. durch Verweigerung technischer Hilfe oder durch das Angebot technischer Hilfe, die dann hintertrieben wurde. So konnte durch hintertriebene Hilfe ein Werk in Finnland jahrelang verzögert werden. Den Bau eines dänischen Werkes verhinderte die deutsche Regierung nach Absprache mit dem DSS durch Androhung einer Verschlechterung des zwischenstaatlichen Verhältnisses.
1934 wurde das DSS ein Zwangskartell und so auch die letzten innerdeutschen Außenseiter in das Kartell gezwungen. 1939 vereinbarten das DSS und die ICI, ihre Beziehungen auch im Fall eines deutsch-britischen Krieges aufrechtzuerhalten.
Der Angestellte des Internationalen Stickstoffkartells Walter Jacobi sagte im I.G.-Farben-Prozess aus: „Im Jahre 1938 wurde viel von Krieg unter den Mitgliedern des Kartells gesprochen“. Denn in diesem Jahr teilte die IG Farben der CIA mit, dass sie nicht die Exportquote erfüllen könne, daraus schlossen alle Mitglieder, dass die deutsche Stickstofferzeugung auf synthetisches Benzin und Sprengstoffe abgelenkt wurde. Nach dem Münchner Abkommen wurde zum Schutz vor Beschlagnahmung der Aktiven im Kriegsfall der Sitz der CIA nach Norwegen verlegt.

## Bewertung
Harm G. Schröter bewertet das Internationale Kartell CIA, durch die geschickte Führung durch das DSS, als eines der erfolgreichsten Kartelle, da die Produktion erfolgreich eingeschränkt werden konnte und so die Preise hoch gehalten werden konnten. Allerdings gelang es ihm nicht den Ausbau der Produktionskapazitäten zu stoppen, an dem weltweit die Regierungen aus militärischen Gründen interessiert waren. Die Zusammenarbeit zwischen Staat und Privatwirtschaft bewertet er als weltweit üblich und eine „besondere Aggressivität des deutschen Kapitals“ ist für ihn nicht nachweisbar.